# Nobody's Home
Nobody's Home е третият сингъл на канадската певица Аврил Лавин от нейния втори албум Under My Skin. Песента е „рок балада“, като цяло по-бавна от последните сингли на певицата от този албум. Написана е от Лавин и Бен Муди, бивш член на групата Evanescence. Сингълът е продуциран от Лавин и Дон Гилмор.

## В музикалните класации
Nobody's Home има по-слаб успех от предишните сингли на Лавин, но успява да постигне добри позиции в музикалните класации. Достига 41-ва позиция в Billboard Hot 100, 24-та позиция във Великобритания и Австралия. В Аржентина и Мексико стига до 1-ва позиция.
| Класация                         | Позиция |
| -------------------------------- | ------- |
| Аржентина – Top 40 Singles Chart | 1       |
| United World Chart               | 11      |
| САЩ – American Top 40            | 14      |
| САЩ Billboard Hot 100            | 41      |
| САЩ Billboard Pop 100            | 19      |
| САЩ Billboard Pop 100 Airplay    | 14      |
| Бразилия – Hot 100 Singles Chart | 11      |
| Канада – BDS Airplay Chart       | 4       |
| Австралия – ARIA Singles Chart   | 24      |
| Швейцария Top 100 Chart          | 35      |
| Мексико – Top 100 Singles Chart  | 1       |
| UK Singles Chart                 | 24      |
| Италия – Top 40                  | 21      |